# Facciata continua

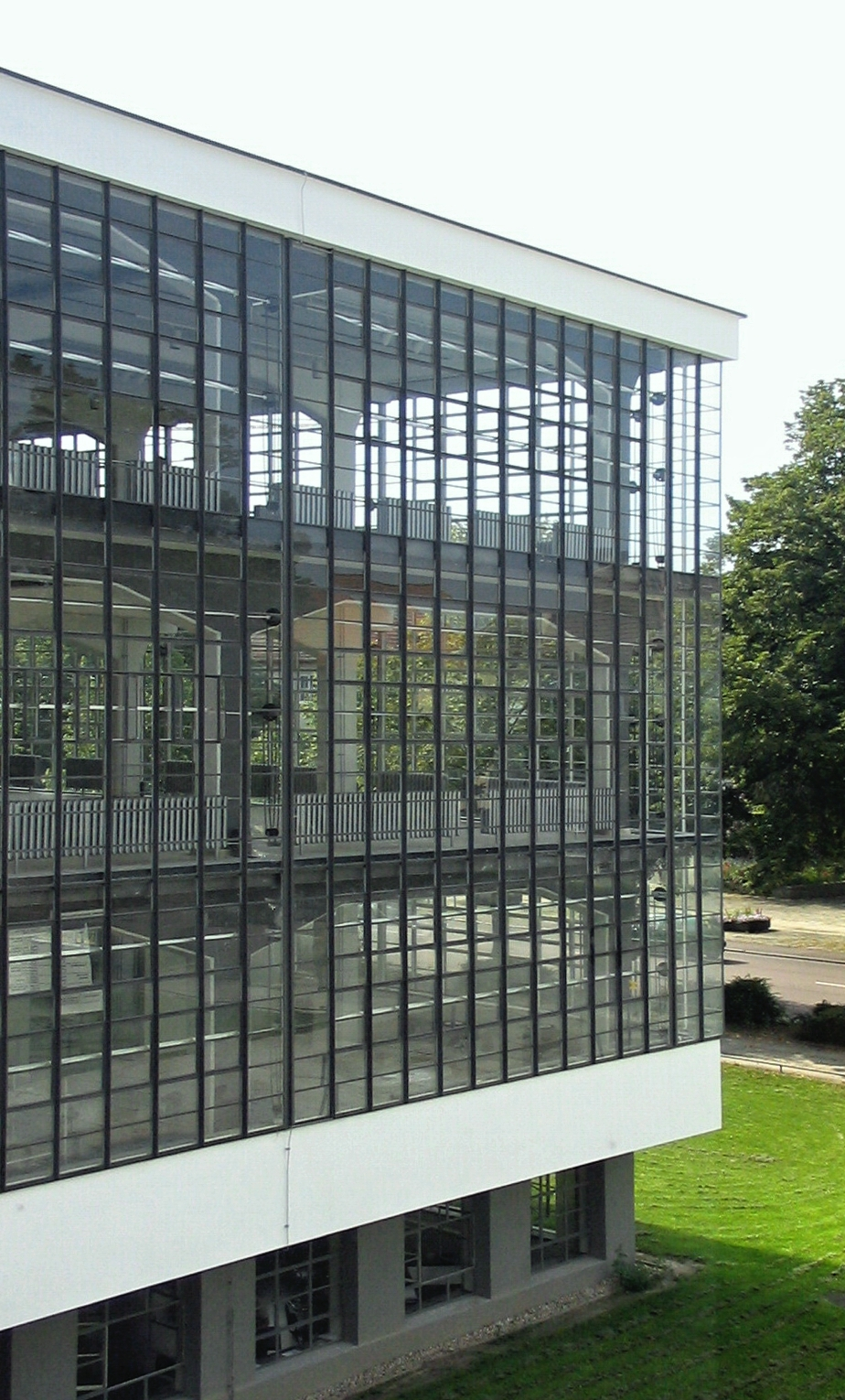
Pannelli vetrati di curtain wall del Bauhaus Dessau, 1926

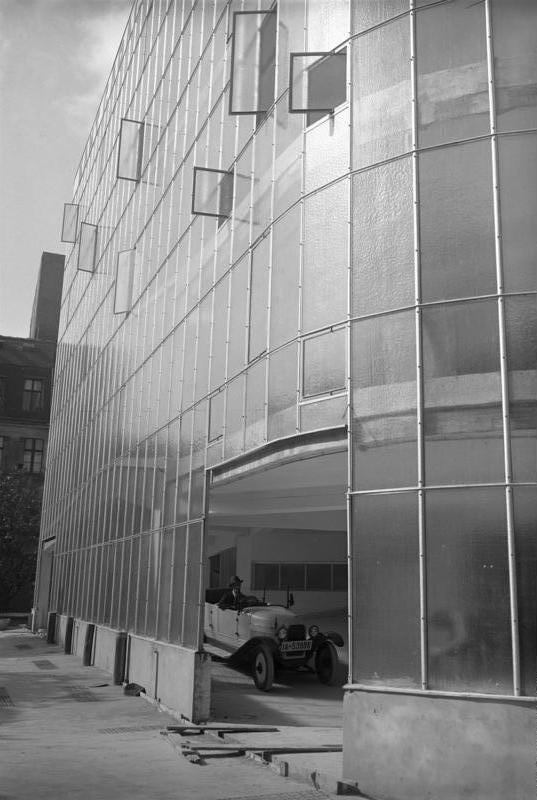
Pannelli vetrati di curtain wall del Kant-Garage, Berlin, 1929/30

La facciata continua (dall'inglese curtain wall, letteralmente “muro di tenda” o “muro di sipario”) è un rivestimento continuo, fatto di materiali leggeri (come il vetro), il quale garantisce, di per sé o insieme all'opera edilizia, le funzioni normali di una parete esterna, senza però sostenere altro carico che il peso proprio e quello risultante dalla spinta del vento. Questi carichi sono trasferiti alla struttura portante principale attraverso i collegamenti ai solai o ai pilastri dell'edificio. La facciata continua fornisce tutte le prestazioni di un involucro tradizionale e può essere realizzata con superficie trasparente o opaca.
Una tale muratura di tamponamento è progettata per resistere all'infiltrazione dell'aria e dell'acqua, alla forza del vento e ai movimenti sismici, oltre che al peso del rivestimento stesso. In casi particolari può essere progettata per resistere al fuoco (ed è quindi ignifuga), o all'azione perforante dei colpi delle armi da fuoco (in genere con vetro antiproiettile).
L'uso della facciata continua o libera, è uno dei 5 punti della nuova architettura razionalista di Le Corbusier.
Le principali tipologie di facciata continua sono le seguenti:
1. Facciate a montanti e traversi;
2. Facciate strutturali (a tamponamenti incollati con adesivi detti strutturali);
3. Facciate a cellula (o a moduli);
4. Facciate a doppia pelle;
5. Facciate a doppia pelle prefabbricata;
6. Facciate puntuali.

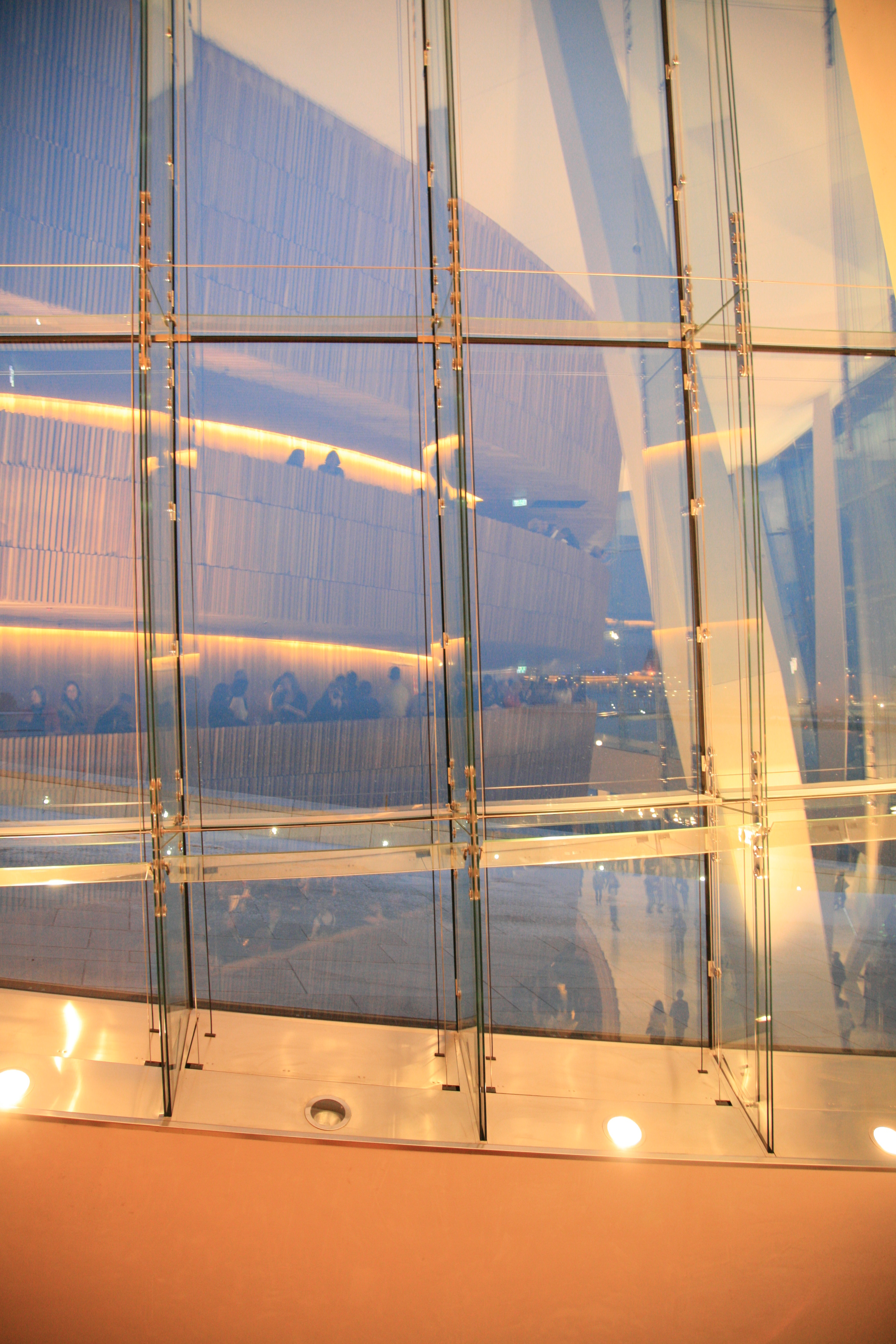
Palazzo dell'Opera di Oslo

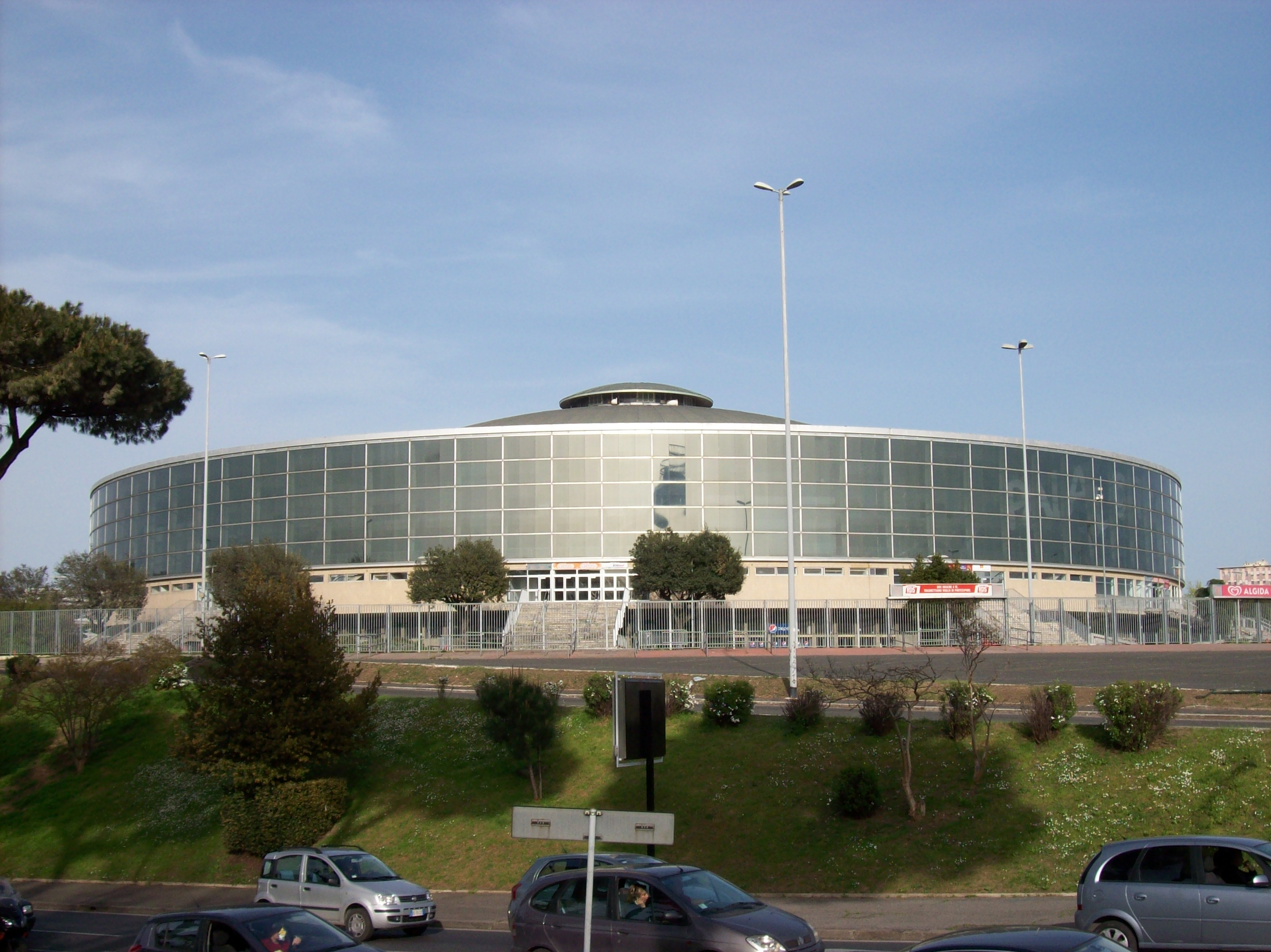
Facciata continua del Palazzo dello Sport a Roma, opera di Marcello Piacentini e Pier Luigi Nervi, 1958

Storicamente le prime pareti di tamponamento del genere furono articolate in membra di acciaio. I curtain wall sono oggi tipicamente progettati con la struttura di alluminio estrusa, sebbene una nicchia di applicazioni speciali sia rappresentata dalle strutture in acciaio per le caratteristiche fisiche e meccaniche di questo materiale che permette luci più ampie grazie all'alto modulo di elasticità (3 volte superiore a quello dell'alluminio) e presenta un coefficiente di dilatazione termica più basso di alluminio e legno e molto simile a quello del vetro e del calcestruzzo armato. La struttura metallica di montanti e traversi è generalmente riempita con vetro, che fornisce prestazioni architettoniche di ottimo livello, come pure giova alla luce ed al controllo ambientale. Altre chiusure comuni includono: rivestimenti esteriori in mattonelle di pietra, in pannelli di metallo, in strisce distaccate di vario materiale (tipo persiana o frangisole), finestre apribili vere e proprie o bocche di ventilazione.
I curtain wall differiscono dai sistemi di tamponamento dei magazzini commerciali o dei negozi (storefront), per il fatto che sono progettati per attraversare i solai, e conducono la progettazione a considerazioni che tengono conto di requisiti come: gli sbalzi di temperatura; l'oscillazione ed il movimento dell'edificio; la tenuta all'acqua; l'efficienza termica per il controllo dei costi di climatizzazione ed illuminazione dell'edificio.
Con la costruzione delle complete facciate vetrate il curtain wall è andato a definire un più stretto rapporto tra ambiente costruito interno ed esterno degli edifici, con diverse connessioni con gli elementi naturali (luce, aria, acqua, ecc.) rispetto alle costruzioni edilizie tradizionali. 
Negli ultimi anni il settore delle costruzioni ha conosciuto una nuova fase di forte crescita, trainato dalla domanda di nuove costruzioni.
In riferimento alla normativa vigente sul risparmio energetico tutti i prodotti rientrano nella categorie per cui è possibile richiedere la detrazione fiscale prevista dalla recente normativa. 
Il mutamento delle modalità di progettazione, costruzione, ristrutturazione e demolizione dell'ambiente costruito può consentire un notevole miglioramento delle prestazioni ambientali e dei risultati economici delle città, nonché della qualità della vita dei cittadino; è possibile ottenere edifici più sani e naturali e creare ambienti di alta qualità entro una logica di risparmio di risorse sia materiali che energetiche attraverso una maggior accortezza in fase progettuale nella scelta dell'impiantistica, dei materiali e delle modalità costruttive eco-compatibili.

## Tipologie

### Facciata a montanti e traversi
È il più diffuso tra i sistemi a facciata continua. La parete è realizzata per parti ed è costituita da:
- montanti verticali agganciati alla struttura portante dell’edificio;
- traversi orizzontali agganciati ai montanti;
- pannelli opachi o trasparenti (non apribili);
- elementi finestrati agganciati a loro volta ai montanti e ai traversi.

L’immagine del sistema è determinata dalla visibilità degli elementi strutturali che si collegano ortogonalmente all’esterno della superficie vetrata. La dimensione ridotta dei singoli componenti-base rende il sistema più economico rispetto alle altre tipologie ma ne richiede il montaggio completo in opera.

### Facciate Strutturali (VEC,vitrages extérieurs collésostructural glazing)
La caratteristica peculiare del sistema è la complanarità delle superfici vetrate, che nasconde le strutture metalliche portanti. La continuità della superficie è interrotta solo dalle giunzioni tra le lastre, appena percepibili dall’esterno. Il sistema è costituito da elementi vetrati, apribili o fissi, in cui il vetro è collegato al telaio retrostante attraverso collanti (silicone strutturale) che trasmettono tutti i carichi al telaio stesso. Esistono sistemi che adottano, oltre agli adesivi siliconici, elementi meccanici (non visibili dall’esterno) per assicurare le lastre alla struttura.

### Facciata a moduli
Il sistema viene realizzato con componenti analoghi al precedente (a montanti e traversi) ma, diversamente da quest’ultimo, si configura come insieme in cui gli elementi-base vengono assemblati in moduli (o cellule) in officina, trasportati in cantiere completi di pannello opaco (spandrel) e trasparente (vision) e posti in opera. Il sistema trova la sua piena funzionalità nei cantieri in cui la costruzione di un ponteggio esterno è irrealizzabile o antieconomica, come ad esempio per gli alti edifici a torre. L’assemblaggio dei moduli in officina offre maggiori garanzie di qualità ma, rispetto ad un sistema a montanti e traversi, richiede maggior spazio fisico per lo stoccaggio e implica modalità di trasporto specifiche. Il sistema viene definito anche “Precast”.

### Facciate a “doppia pelle”
La tipologia di facciata a “Doppia Pelle” è costituita da un involucro realizzato con due pareti trasparenti parallele che generano una intercapedine d’aria. Questa soluzione consente di conferire al sistema valori di trasmittanza termica e isolamento acustico migliori di quelli dei sistemi a facciata continua monostrato. All’interno dell’intercapedine il riscaldamento dell’aria provocato dall’effetto-serra genera dei flussi che vengono convogliati verso l’esterno oppure verso l’interno dell’edificio. Il calore accumulato può essere così utilizzato per riscaldare l’edificio nella stagione fredda o espulso in quella estiva. Per ottenere il controllo del surriscaldamento estivo il sistema viene inoltre provvisto di schermi solari posti all’interno dell’intercapedine tra le due “pelli”.

### Facciate Puntuali
Questa tipologia si può suddividere in due sottosistemi:
- lastre indipendenti;
- aggancio puntuale.

Lastre indipendenti (VEA, vitrages extérieurs attachés o suspended curtain walls)
Il sistema è costituito da lastre trasparenti sostenute da dispositivi d’ancoraggio meccanico che le fissano in prossimità degli angoli. Tali dispositivi, usualmente costituiti da perni metallici, trasferiscono il peso del vetro a una struttura retrostante distanziata dalla superficie trasparente. La struttura portante può essere realizzata sia in leghe metalliche, sia in altri materiali (esistono sistemi che impiegano montanti costituiti da lastre di vetro poste ortogonalmente alla facciata).
Aggancio puntuale (Facciate sospese)
Alla categoria ad aggancio puntuale appartengono anche le cosiddette facciate sospese, sistemi nei quali le lastre sono ancorate in prossimità degli angoli (analogamente al sistema precedente) e collegate le une alle altre senza una vera e propria struttura portante rigida. In questo sistema il peso proprio di ogni elemento di vetro viene trasferito a quello immediatamente sovrastante ad esso fino a raggiungere gli elementi strutturali superiori (struttura portante dell’edificio). La superficie trasparente assume quindi funzione autoportante mentre le sollecitazioni orizzontali (le forze dinamiche generate del vento) sono controllate dai sistemi di controventatura (usualmente) posti internamente alla facciata e costituiti da un insieme di cavi ”tesati”.